# Collegio Augustinianum

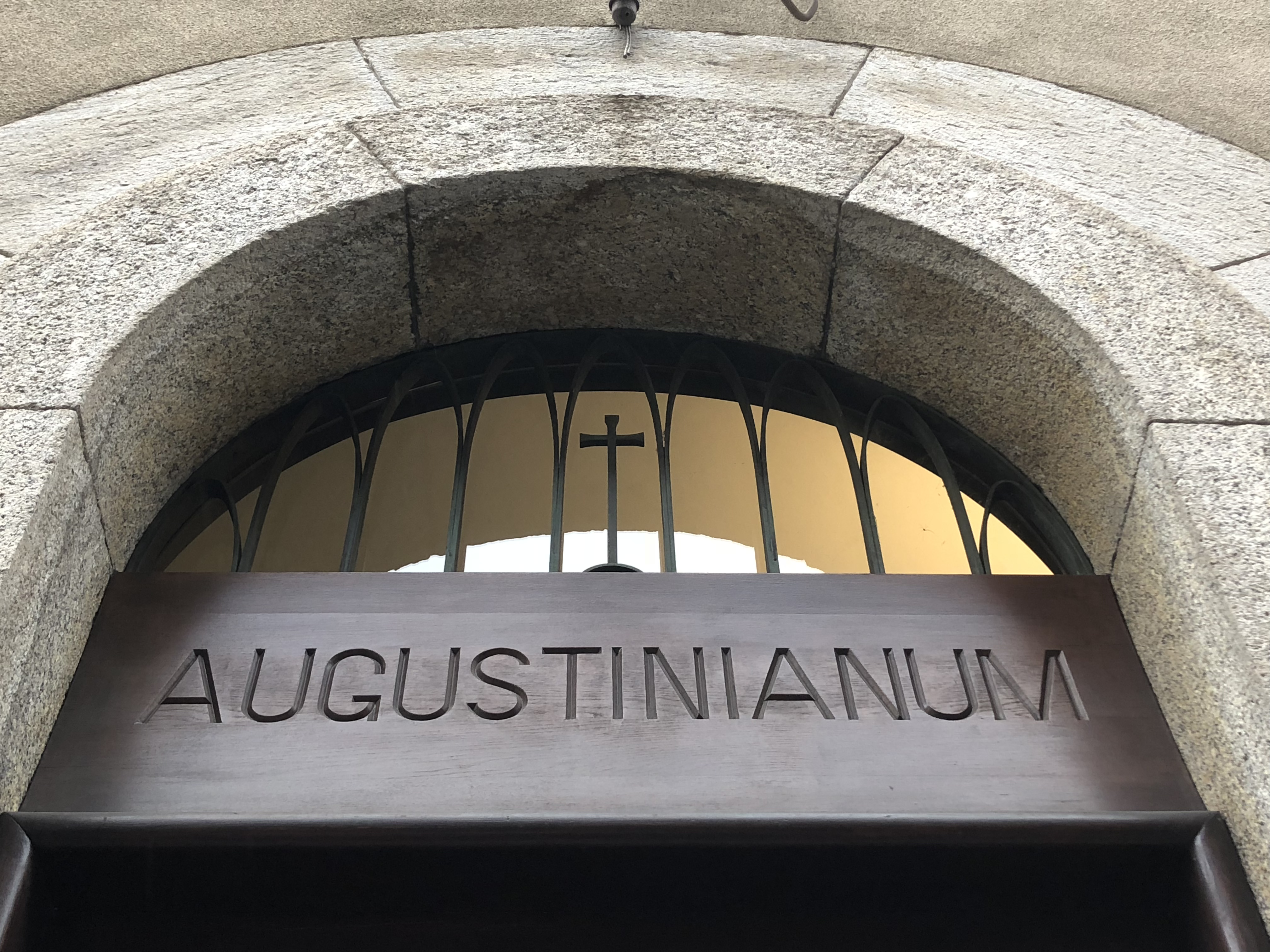
Ingresso del Collegio Augustinianum in Via Ludovico Necchi, 1

Il Collegio Augustinianum è il collegio fondato a Milano da Padre Agostino Gemelli nel 1933, al fine di offrire la possibilità di studiare all'Università Cattolica del Sacro Cuore a studenti capaci e meritevoli, fuori sede, mettendo a disposizione un alloggio durante il periodo degli studi universitari.
Gemelli, fin dalla sua fondazione, guardò al Collegio come una realtà pienamente inserita nell’ateneo. Ciò è testimoniato dallo stesso fatto che il fondatore dell’Università Cattolica decise di adottare il nome «collegio» invece di «pensionato», «per ricollegarsi alle antiche e gloriose tradizioni medioevali che testimoniavano le materne cure colle quali la Chiesa fece sorgere tali istituzioni a fianco della Università». Negli anni il Collegio Augustinianum così è divenuto parte integrante della vita dell’università, nella formazione e nella crescita culturale e spirituale dei suoi studenti.

## Storia e caratteristiche
Il collegio Augustianum venne fondato nel 1933 da Padre Agostino Gemelli. Gemelli, fin dalla sua fondazione, guardò al Collegio come una realtà pienamente inserita nell’ateneo. Ciò è testimoniato dallo stesso fatto che il fondatore dell’Università Cattolica decise di adottare il nome «collegio» invece di «pensionato», «per ricollegarsi alle antiche e gloriose tradizioni medioevali che testimoniavano le materne cure colle quali la Chiesa fece sorgere tali istituzioni a fianco della Università». Negli anni il Collegio Augustinianum così è divenuto parte integrante della vita dell’università, nella formazione e nella crescita culturale e spirituale dei suoi studenti. 

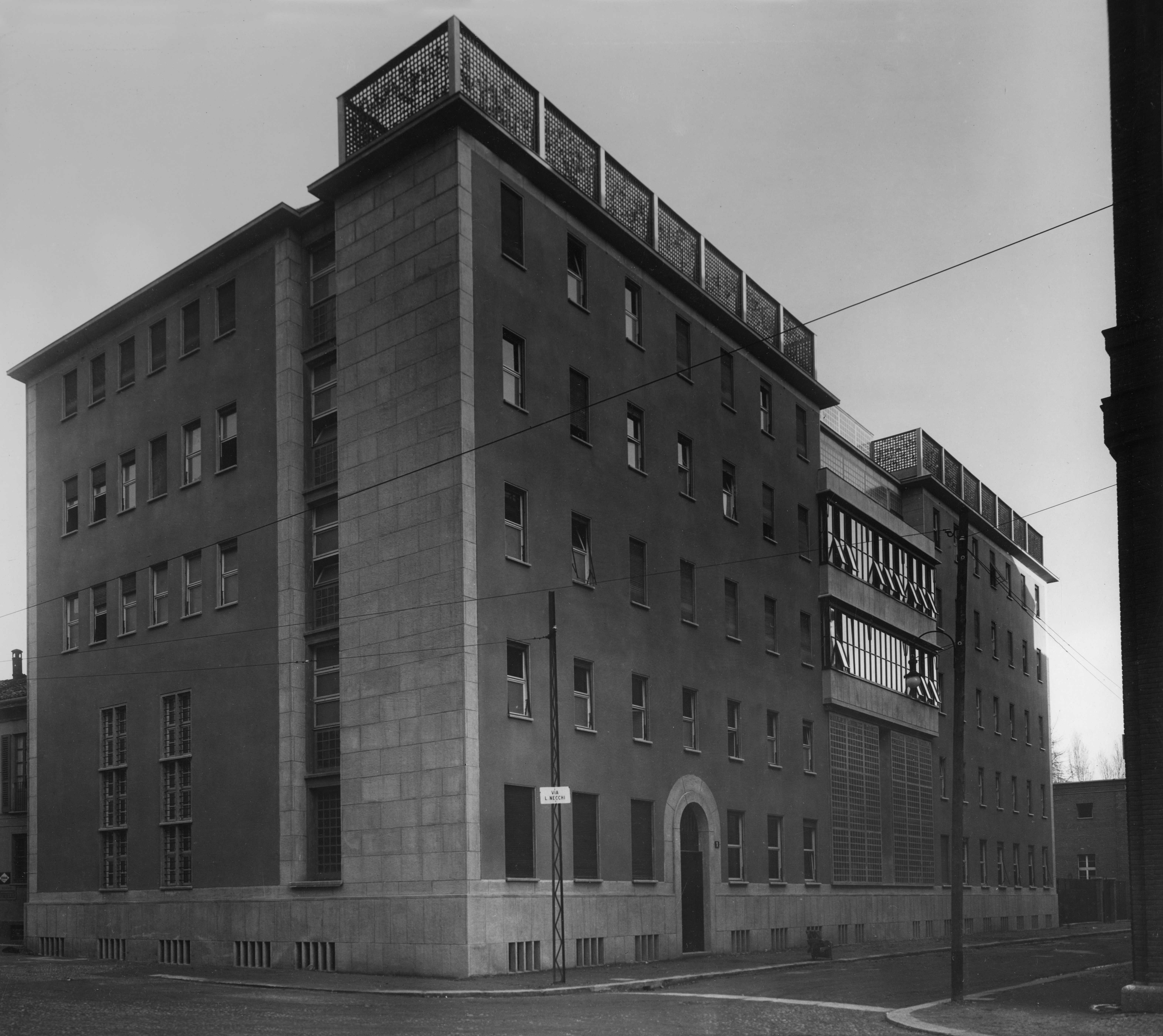
Veduta del Collegio Augustinianum da Largo Gemelli

Il Collegio Augustinianum si trovava e si trova tuttora in Via Ludovico Necchi, accanto all'Università Cattolica del Sacro Cuore; nella stessa via si trovavano il Collegio Marianum e la Domus Nostra (la residenza universitaria dei docenti). Inizialmente la direzione del collegio venne affidata agli Assistenti Ecclesiastici dell'Università Cattolica, per poi passare ad una direzione laica affiancata da un Assistente Spirituale. Sin dalla sua fondazione, il collegio si divise in due sezioni: la prima (Augustinianum propriamente detto) ospitava gli studenti laici, la seconda (Ludovicianum) dedicata agli studenti che avrebbero intrapreso la carriera sacerdotale. Oggi il Collegio Ludovicianum è struttura autonoma, ubicata nella vicina Via San Vittore e ospita, come l'Istituzione da cui gemma, studenti laici di tutte le Facoltà.

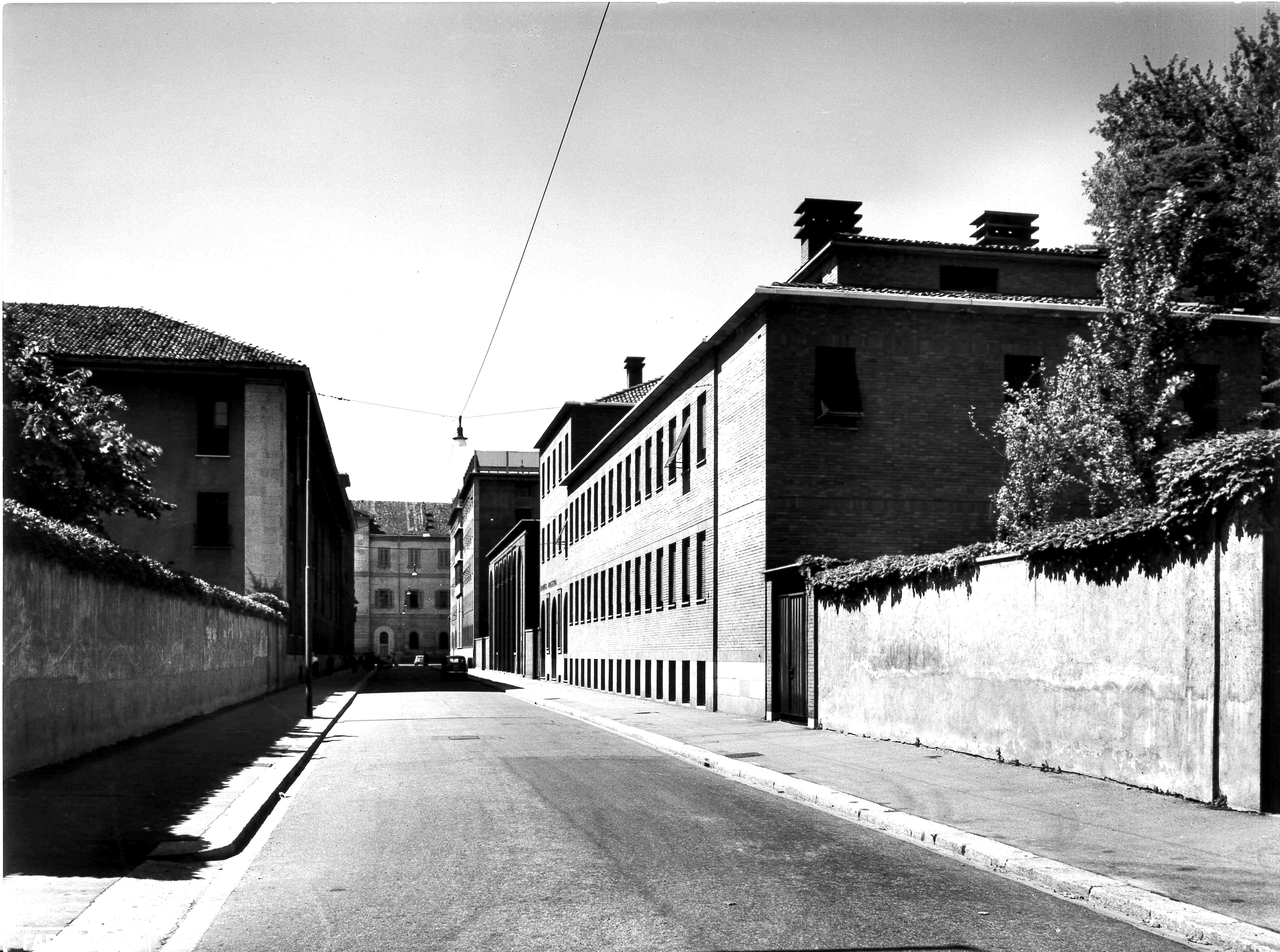
Scorcio su Via Necchi da Via San Pio V

Con le contestazioni del 1968, il collegio venne trasferito nella periferia di Milano in Via Giovanni da Cermenate prima, e in Via Osimo dopo, per evitare che venisse coinvolto ulteriormente nelle manifestazioni studentesche e politiche, che proprio dai suoi ospiti avevano avuto primo impulso. Direttore del Collegio dal 1968 al 1970 fu un suo illustre ex studente, Roberto Ruffilli.
Nel 1992, il rettore della Cattolica Adriano Bausola - ex studente del collegio - decise di riportare l'Augustinianum in via Necchi, nell'antica sede del Collegio Marianum: le stanze della struttura originaria sono oggi destinate a uffici universitari.
Oggi i membri della direzione del collegio sono personalità appartenenti al mondo accademico. L'assistente spirituale è un sacerdote appartenente al Centro Pastorale. La gestione logistica del Collegio Augustinianum invece è esercitata direttamente dall'Università Cattolica attraverso EDUCatt, la fondazione che ha lo scopo di attuare il diritto allo studio secondo le direttive nazionali e regionali.
Nel tempo sono cambiate altresì le modalità con le quali gli studenti possono ottenere l’ammissione in Augustianum.
Originariamente l’ingresso in collegio era subordinato al superamento di  prove scritte e di un colloquio orale con gli Assistenti Ecclesiastici dell'Università Cattolica del Sacro Cuore: per poter partecipare ai concorsi era necessaria una lettera di presentazione del proprio parroco o vescovo. Inoltre lo studente che volesse essere riammesso doveva sostenere - entro la sessione autunnale - tutti gli esami del proprio anno di corso, con medie di voto altissime.
Oggi i posti sono assegnati tramite una graduatoria che tiene conto dei seguenti criteri di valutazione: voto di maturità e valutazione da parte della commissione in seguito a colloquio orale.
Attualmente presso la sede di Milano dell’Università Cattolica, gli studenti che optano per le soluzioni abitative offerte dall’ateneo possono scegliere se soggiornare in un Collegio, fra questi chiaramente il Collegio Augustinum, oppure in una Residenza. I Collegi si differenziano dalle residenze universitarie in virtù di un progetto formativo mirato alla crescita dello studente a 360°.
L’attuazione del suddetto Progetto Formativo passa attraverso l’organizzazione di numerose attività, finalizzate ad una crescita culturale, umana e spirituale della persona. L’Augustinaum ha così ospitato nelle sue conferenze personaggi di grande rilievo della vita politica e sociale italiana.
Il Collegio Augustinianum si propone di integrare le, seppur preziose, conoscenze derivanti dagli studi accademici, con gli insegnamenti che la vita in comunità può garantire. In collegio infatti gli studenti sono chiamati non solo all'impegno universitario (partecipazione alle lezioni, sostenimento degli esami), ma soprattutto alla partecipazione alla vita collegiale (attività culturali promosse dall'Università e dalla direzione, attività pastorali). A tal proposito, ogni anno l’Augustianum stila il "Bilancio di Missione", al fine di dare testimonianza delle numerose attività svolte.
Negli anni Sessanta era attiva l'associazione "Antichi studenti dell'Augustinianum", formata da ex studenti del collegio, con lo scopo mantenere vivo fra gli associati lo spirito creato negli anni di collegio anche nella vita adulta, all'insegna dei valori propri della libertà di pensiero e della fede cristiana. L'associazione riprese le proprie attività nel 1996 e da allora ogni anno assegna alcuni premi:
- premio "Agostino dell'anno" agli ex studenti più anziani distintisi nella società;
- premio "Michele Bruno Fasciolo" al miglior laureato dell'anno appena concluso;
- premio “Francesco Realmonte” e “Umberto Pototschnig” per tesi particolarmente meritevoli.

## Studenti illustri del Collegio Augustinianum - Università Cattolica di Milano
- Romano Prodi
- Amintore Fanfani
- Ciriaco De Mita
- Vincenzo Mollica
- Roberto Ruffilli
- Tiziano Treu
- Giovanni Maria Flick